# John Talbot, 3. jarl af Shrewsbury
John Talbot, 3. jarl af Shrewsbury, 3. jarl af Waterford, 9. baron Talbot, KG (12. december 1448 – 28. juni 1473) var en engelsk adelsmand. Han holdt også de underordnede titler 12. baron Strange af Blackmere og 8. baron Furnivall. Selvom han var en soldat og en administrator, blev han beskrevet af William of Worcester som "mere hengiven til litteratur og muser end til politik og våben".

## Familiebaggrund
Han var søn af John Talbot, 2. jarl af Shrewsbury og Lady Elizabeth Butler. Hans far blev dræbt i Slaget ved Northampton den 10. juli 1460 i kamp for Huset Lancaster under Henrik 6.
Hans bedsteforældre på moderens side var James Butler, 4. jarl af Ormond og Joan Beauchamp. Joan var datter af William Beauchamp, 1. baron Bergavenny og Joan Arundel. Den ældre Joan var datter af Richard FitzAlan, 4. jarl af Arundel og Elizabeth de Bohun. Elizabeth var datter af William de Bohun, 1. jarl af Northampton.

## Karriere
John Talbot arvede titlen som den 3. jarl den 10. juli 1460. Han blev slået til ridder den 17. februar 1461 efter Det 2. slag ved St Albans. Han kæmpede i Slaget ved Towton i 1461.
Han var også administrator. Han var kommissær for Oyer og Terminer i Yorkshire, Cumberland, Westmorland og City of York i 1469 og Shropshire i 1470. Han blev udnævnt til højesteretsdommer for Nordwales den 11. september 1471.
Den 6. februar 1472 blev han udnævnt til særlig kommissær til anliggender med Skotland og igen den 16. maj 1473.

## Ægteskab og familie
John blev gift med Lady Catherine Stafford, datter af Humphrey Stafford, 1. hertug af Buckingham og Lady Anne Neville. Anne var datter af Ralph Neville, 1. jarl af Westmorland, og Joan Beaufort, grevinde af Westmorland. John og Catherine var således morbror og tante til Henry Stafford, 2. hertug af Buckingham. De fik tre børn:
- George Talbot, 4. jarl af Shrewsbury (ca. 1468 – 26. juli 1538).
- Thomas Talbot (født 1470).
- Lady Anne Talbot (født 1472). Gift med Thomas Butler.

John døde den 28. juni 1473 i Coventry og blev begravet i Lady-Chapel i Worksop Priory i Nottingham.